# L'Islet
L'Islet é um Concelho Municípal Regional (MRC) da província canadense de Quebec, na região de Chaudière-Appalaches. Criado no dia 1 de Janeiro de 1982. Seu atual prefeito é Réal Laverdière. Sua principal cidade é Saint-Jean-Port-Joli. É composta por 14 municípalidades (1 cidade, 10 municípios e 3 freguesias).

## Divisões do MRC de L'Islet

### Cidade
- Saint-Pamphile

### Municípios
- L'Islet
- Saint-Adalbert
- Saint-Aubert
- Saint-Damase-de-L'Islet
- Sainte-Félicité
- Sainte-Perpétue
- Saint-Jean-Port-Joli
- Saint-Marcel
- Saint-Omer
- Tourville

### Freguesias
- Saint-Cyrille-de-Lessard
- Sainte-Louise
- Saint-Roch-des-Aulnaies